# Hoplotriclis
Hoplotriclis is een vliegengeslacht uit de familie van de roofvliegen (Asilidae).

## Soorten
- H. artemisicola Lehr, 1969
- H. pallasii (Wiedemann, 1828)